# Агнес Поатиенска
Агнес Поатиенска (на немски: Agnes von Poitou, Kaiserin Agnes; * 1025; † 14 декември 1077, Рим) е след смъртта на нейния съпруг император Хайнрих III по време на малолетието на нейния син Хайнрих IV от 1056 до 1061 г. регентка на Свещена Римска империя. През 1061 г. тя се оттегля от управлението заради Папската схизма, но подсигурява претенциите за трона на сина си.

## Произход
Агнес е дъщеря на херцог Вилхелм V († 1030) от Аквитания и Поату от фамилията Рамнулфиди и неговата първа съпруга Агнес Бургундска († 10 ноември 1068), дъщеря на Ото Вилхелм (граф на Бургундия, Иврейска династия) и Ерментруда. Нейната майка се развежда и през 1032 г. се омъжва за Готфрид II Мартел, граф на Анжу. Баща ѝ се жени през пр. 1016 г. за Аделаида от Анжу, разведена съпруга на крал Луи V от Франция.
Нейната фамилия е една от най-влиятелните във Франция и има голяма собственост в Бургундия. Агнес е образована и дълбоко вярваща.

## Немска кралица
Агнес се омъжва на 21 ноември 1043 г. в Ингелхайм ам Рейн за император Хайнрих III (1017 – 1056) (Салическа династия). Хайнрих избира Агнес за своя съпруга, след като неговата първа съпруга Гунхилда († 18 юли 1038) умира от малария. Тя е коронована през 1043 г. в Майнц за немска кралица. Императорското короноване се състои на 25 декември 1046 г. в Рим. 
Агнес ражда на Хайнрих III шест деца, между тях по-късния император Хайнрих IV и кралица Юдит Унгарска:
- Аделхайд II (1045 – 1096), абатеса на Гандерсхайм и Кведлинбург
- Гизела (1047 – 1053)
- Матилда (1048 – 1060), омъжва се 1059 за Рудолф, херцог на Швабия, 1077 немски гегенкрал
- Хайнрих IV (1050 – 1106), от 1056 крал, 1084 – 1106 император на Свещената Римска империя
- Конрад (1052 – 1055), херцог на Бавария
- Юдит (1054 – 1092/1096), омъжена първо за Шаламон († 1087), крал на Унгария (Арпади) (от 1063), след това от 1089 с Владислав I Херман, († 1102) херцог на Полша.

## Регентка на Хайнрих IV
След смъртта на Хайнрих III на 5 октомври 1056 г. Агнес поема регентството за малолетния, вече коронован за крал Хайнрих IV. В началото на нейното регентство Агнес продължава политиката на своя съпруг с помощта на абат Юг от Клюни († 28 април 1109), кръстник на нейния син, и преди всичко на папа Виктор II († 28 юли 1057, (1055 г. избран за папа от Хайнрих III). Агнес започва да привлича към себе си благородниците, като им дава херцогства. Няколко князе започват да преследват своите интереси. Група от духовни и светски князе под ръководството на архиепископ Анно II от Кьолн организират заговор за отвличането на младия крал.
В началото на април 1062 г. Агнес и Хайнрих IV са в Пфалц Кайзерсверт. След тържествения обяд с Анно II той поканва единадестгодишния Хайнрих IV да разгледат дошлия красив кораб на Рейн. С кораба той отвлича краля в Кьолн и искането му е императрица Агнес да предаде имперските инсигнии. Групата заговорници получава контрола над управлението, а архиепископ Анно II става регент на мястото на Агнес.

## Последни години
През май или ноември 1065 г. Агнес отива в Рим. В Италия тя е съветничка на папа Александър II и преди всичко на папа Григорий VII. Агнес отива в манастира Фрутуария на около 20 км северно от Торино. Тя помага също на манастирите Монте Касино и Субиако.
На 14 декември 1077 г. Агнес умира в Рим. На 6 януари 1078 г. тя е погребана в Петронела-Ротунда на базиликата „Свети Петър“, съвсем близо до гроба на Св. Петър.